# Гаванешти (Олт)
Гаванешти (рум. Găvănești) насеље је у Румунији у округу Олт у општини Гаванешти. Oпштина се налази на надморској висини од 141 m.

## Становништво
Према подацима из 2002. године у насељу је живело 831 становника, од којих су сви румунске националности.